# Locomotora Arganda

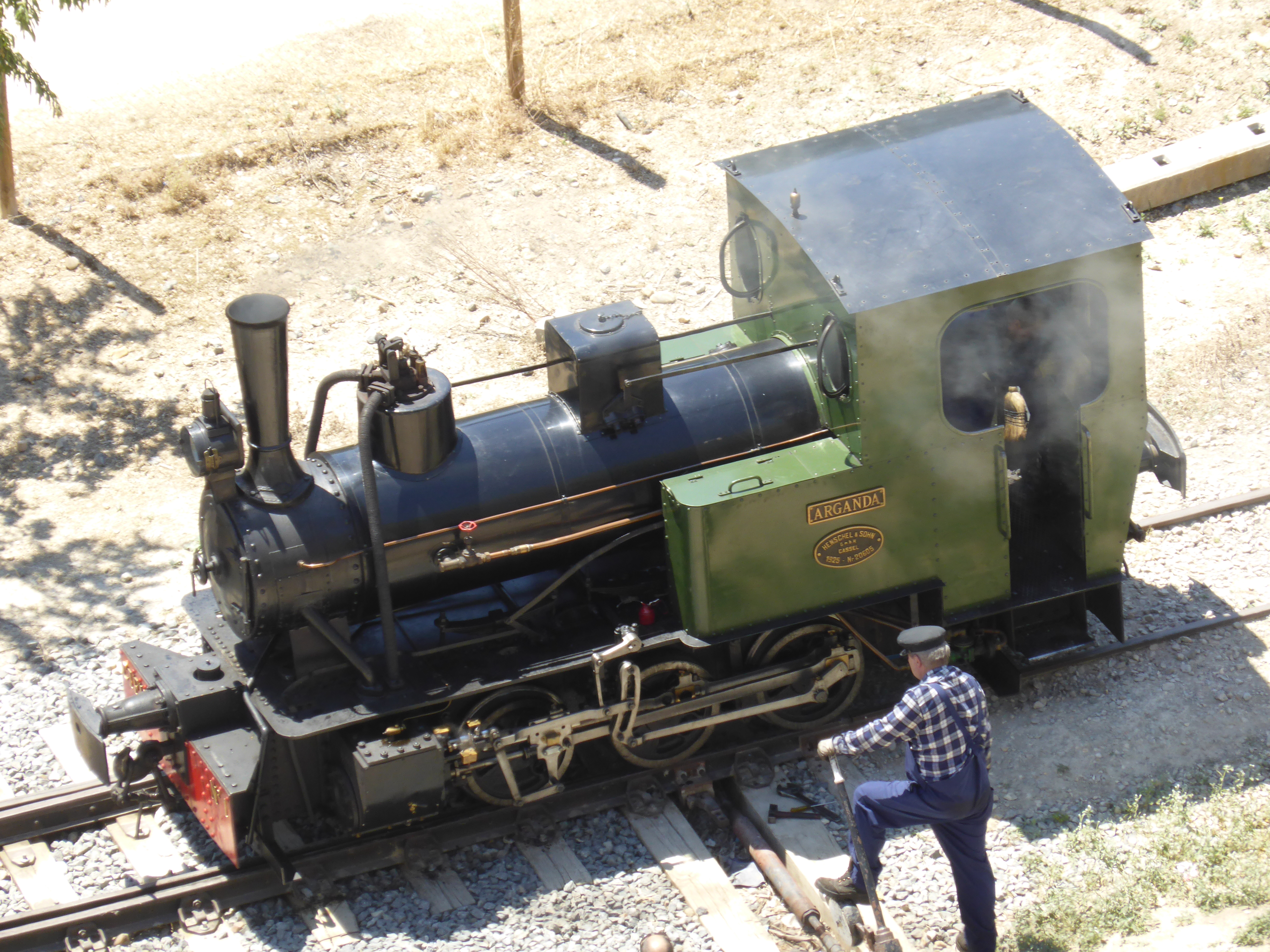
Locomotora Henschel del Tren de Arganda, en la laguna del Campillo.

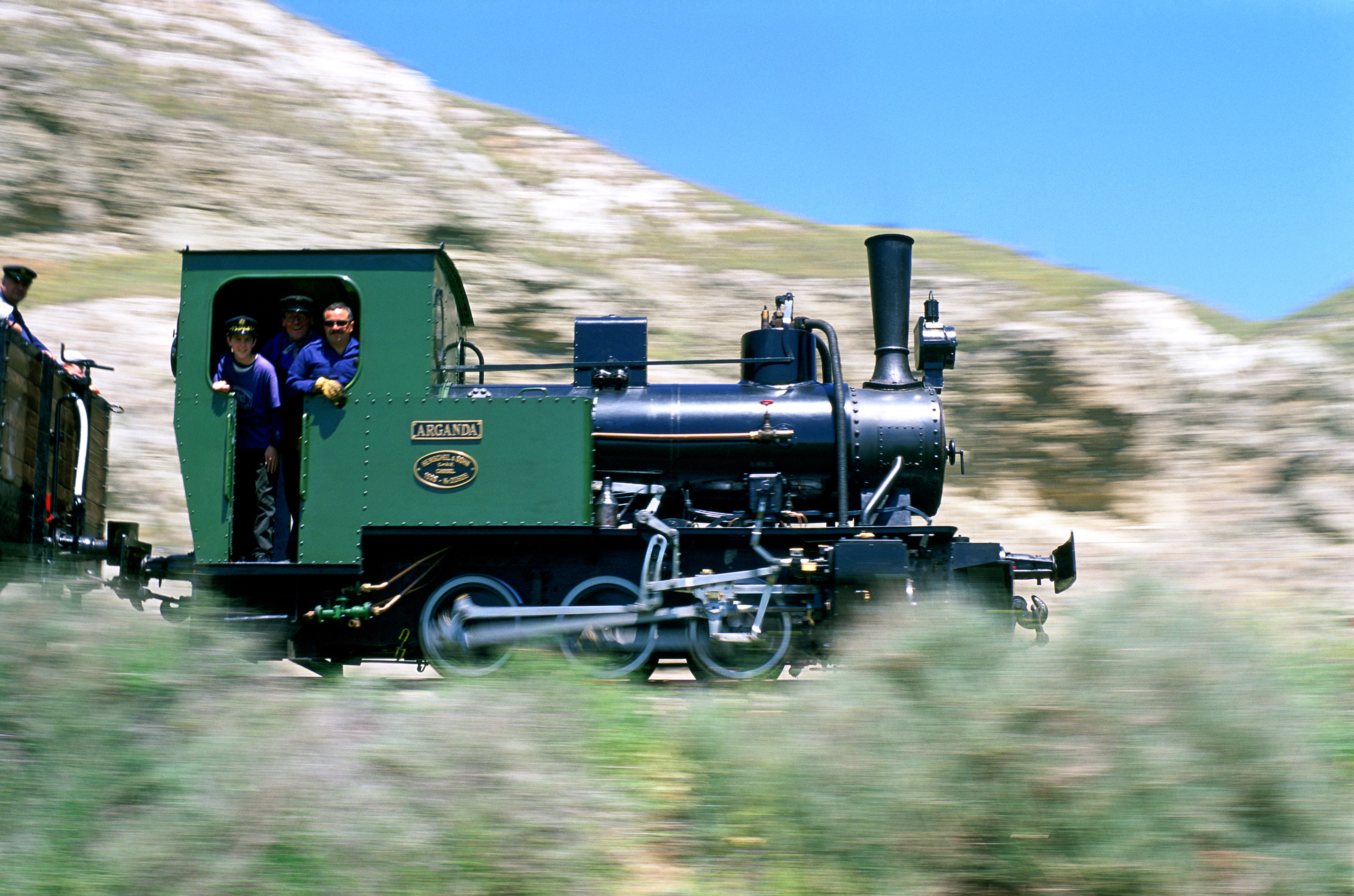
La ARGANDA a 20 km/h.

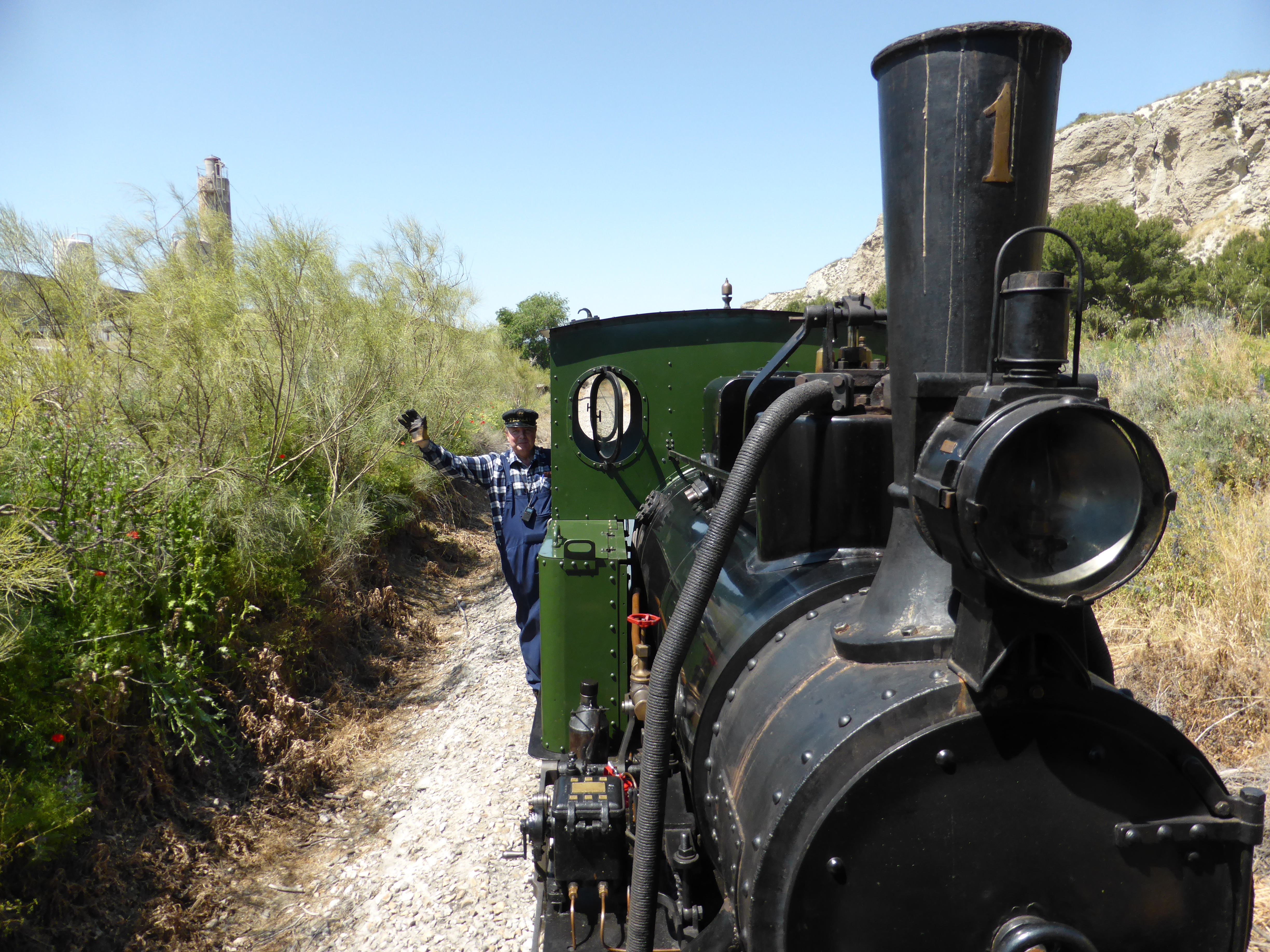
Circulando en la antigua línea del Ferrocarril del Tajuña.

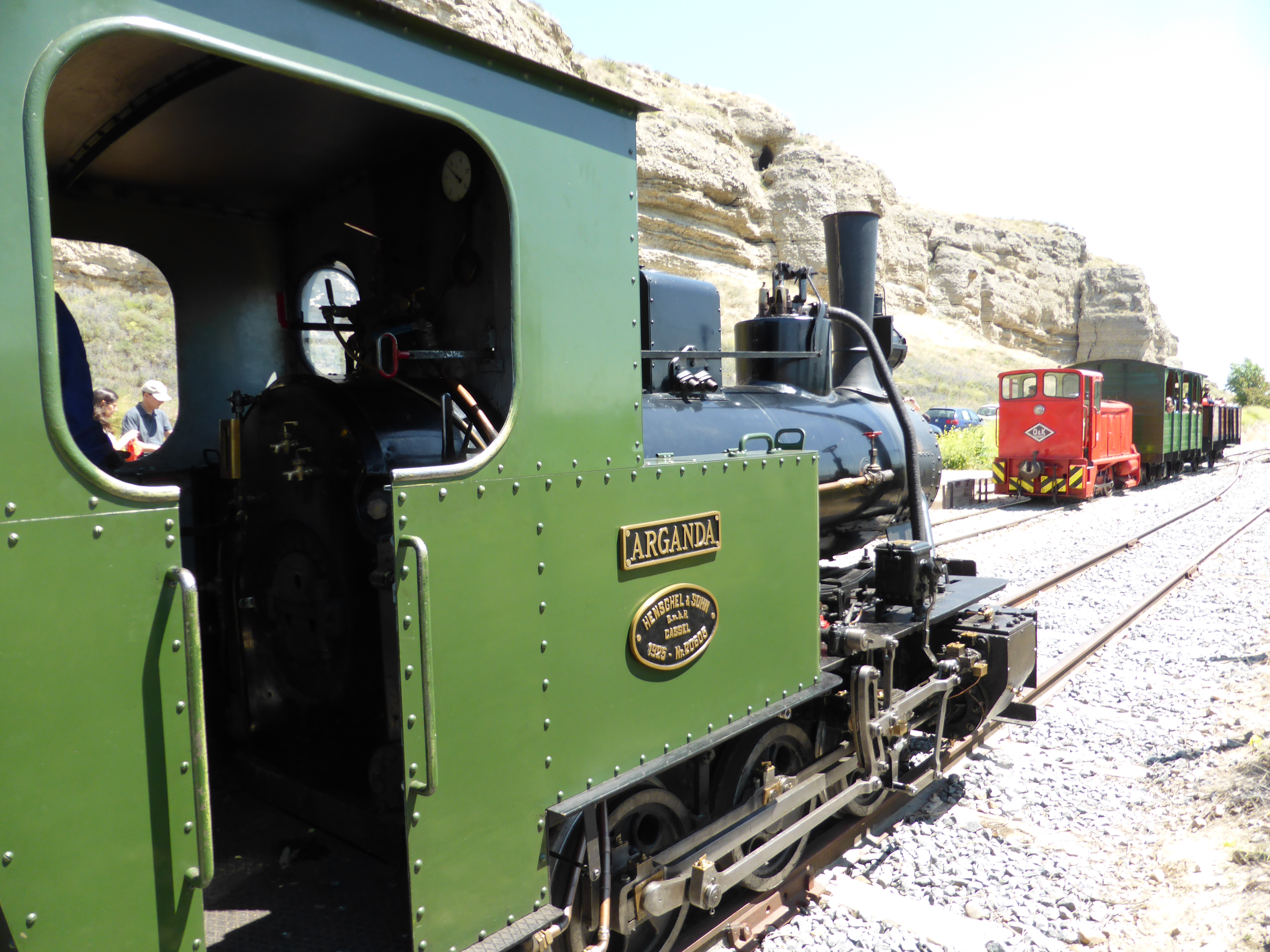
Doble circulación del Tren de Arganda. Apeadero de la Laguna del Campillo (Rivas-Vaciamadrid).

La locomotora Arganda, también denominada locomotora Henschel Arganda, es una locomotora de vapor-carbón que fue fabricada en el año 1925 en Kassel por la empresa alemana Henschel. A lo largo de su vida operativa estuvo destinada en el puerto del Musel, en Gijón. Actualmente está en orden de marcha, reparada por la asociación Vapor Madrid, de la estación de La Poveda (Arganda del Rey). Circula llevando trenes turísticos hasta la Laguna del Campillo (Rivas-Vaciamadrid) y regresando por la misma vía, correspondiente a un tramo del antiguo ferrocarril del Tajuña —hoy desmantelado en su casi totalidad—.

## Datos técnicos
Esta locomotora de vapor funciona quemando carbón de tipo hulla en su hogar, para calentar agua y producir vapor para moverse.
Es una locomotora-ténder, con rodaje de tres ejes acoplados, sin ejes libres, clasificada como: 0-3-0T (en terminología española), o clase: 0-6-0T (notación Whyte).
Fue fabricada por Henschel und Sohn GmbH, en 1925, en Kassel, Alemania. Su número de construcción es el 20605, que está grabado en numerosas bielas y otras piezas.
Para ancho de vía de 1000 mm o vía métrica. Por tanto es una locomotora de vía estrecha, que solo puede circular por vías de un metro de separación entre carriles. Fue diseñada como una máquina especial para industrias y haciendas, para poder arrastrar una carga considerable, a velocidad reducida, con sus ruedas de pequeño diámetro. Trabajó en unas obras del puerto del Musel (Gijón). Actualmente rueda por un tramo del antiguo Ferrocarril del Tajuña.
Su velocidad máxima se estima que es de 20 km/h. Es decir, no era la máquina ideal para trenes de viajeros, por su limitada velocidad. Pero ahora sí que es apropiada para el servicio turístico.
Peso en vacío: 8,9 toneladas, peso en servicio: 11,5 toneladas, contando el peso del carbón y el agua.
Potencia: 60 HP.

## Viajes desde La Poveda
Durante las temporadas de primavera y otoño, los domingos funciona el tren turístico, encabezado por la locomotora Arganda. Se forma un tren de pasajeros de variada composición, incluyendo coches de diferentes tipos, tanto de ejes como de bogies. En esos domingos hay tres viajes, por las mañanas, con salida desde la antigua estación de La Poveda a las: 11, 12 y 13 horas. El tren recorre 3,5 kilómetros entre la estación de La Poveda y la laguna del Campillo.
El paisaje es variado. Y lo más espectacular es el paso por un largo puente metálico sobre el río Jarama, y la circulación junto a altos cantiles yesíferos.

## La asociación CIFVM (Vapor Madrid)
La locomotora Henschel Arganda es propiedad de la asociación CIFVM (Centro de Iniciativas Ferroviarias Vapor Madrid). Esta máquina fue adquirida en junio de 1990 a un chatarrero de La Felguera (Asturias). Estaba muy oxidada exteriormente, pero completa. 
La restauración duró tres años. La locomotora tuvo que ser despiezada completamente. La caldera se llevó a Utebo (Zaragoza) para su reconstrucción, sustituyéndose el cuerpo cilíndrico, para mayor seguridad. Los tres ejes se tornearon en los talleres del Metro de Madrid. Y para la mayoría de las demás piezas se empleó mano de obra voluntaria, de los entusiastas miembros de la asociación.
Vapor Madrid es una asociación con pocos miembros activos, pero muy eficaces. Con menos de 20 socios ha conseguido inaugurar un Museo en la antigua estación de La Poveda, y prestar el servicio del tren turístico. Para ser socio es necesario empezar como colaborador durante una temporada.
Pero la Arganda no es la única locomotora de vapor de esta asociación. A finales de 2016 ha entrado en servicio la locomotora Áliva, que es otra vaporosa de fabricación alemana, de la casa Orenstein & Koppel, año 1926, que perteneció a la Real Compañía Asturiana de Minas.
Además se cuenta con otras dos locomotoras de vapor, varias locomotoras diésel, automotores, coches de viajeros, vagones y furgones de las más variadas procedencias. Casi todo el material rodante es de vía estrecha.